# 2e cérémonie des American Film Institute Awards
La 2e cérémonie des American Film Institute Awards, décernés par l'American Film Institute, a eu lieu le 5 janvier 2002, et a récompensé les films et séries télévisées diffusées l'année précédente.

## Palmarès

### Cinéma
- Top 10 :
  - À l'ombre de la haine (Monster's Ball)
  - The Barber (The Man Who Wasn't There)
  - La Chute du faucon noir (Black Hawk Down)
  - In the Bedroom
  - Memento
  - Moulin Rouge (Moulin Rouge!)
  - Mulholland Drive
  - Le Seigneur des anneaux : La Communauté de l'anneau (The Lord of the Rings: The Fellowship of the Ring)
  - Shrek
  - Un homme d'exception (A Beautiful Mind)
- Meilleur film :
  - Le Seigneur des anneaux : La Communauté de l'anneau (The Lord of the Rings: The Fellowship of the Ring)
- Meilleur réalisateur :
  - Robert Altman pour Gosford Park
- Meilleur acteur :
  - Denzel Washington pour le rôle d'Alonzo Harris dans Training Day
- Meilleure actrice :
  - Sissy Spacek pour le rôle de Ruth Fowler dans In the Bedroom
- Meilleur acteur dans un second rôle :
  - Gene Hackman pour le rôle de Royal Tenenbaums dans La Famille Tenenbaum (The Royal Tenenbaums)
- Meilleure actrice dans un second rôle :
  - Jennifer Connelly pour le rôle d'Alicia Nash dans Un homme d'exception (A Beautiful Mind)
- Meilleur scénariste :
  - Christopher Nolan pour Memento
- Meilleurs décors :
  - Le Seigneur des anneaux : La Communauté de l'anneau (The Lord of the Rings: The Fellowship of the Ring) – Grant Major
- Meilleure photographie :
  - The Barber (The Man Who Wasn't There) – Roger Deakins
- Meilleur montage :
  - Moulin Rouge (Moulin Rouge!) – Jill Bilcock
- Meilleurs effets visuels :
  - Le Seigneur des anneaux : La Communauté de l'anneau (The Lord of the Rings: The Fellowship of the Ring) – Jim Rygiel (en)
- Meilleure musique de film :
  - Moulin Rouge (Moulin Rouge!) – Craig Armstrong

### Télévision
- Séries dramatiques :
  - À la Maison-Blanche (The West Wing)
  - Buffy contre les vampires (Buffy the Vampire Slayer)
  - Six Feet Under (Six Feet Under)
  - Les Soprano (The Sopranos)
- Séries comiques :
  - Larry et son nombril (Curb Your Enthusiasm)
  - Malcolm (Malcolm in the Middle)
  - Sex and the City
  - Tout le monde aime Raymond (Everybody Loves Raymond)
- Mini-séries et téléfilms :
  - Anne Frank: The Whole Story
  - Boycott (en)
  - Conspiration (Conspiracy)
  - Frères d'armes (Band of Brothers)